# Pass the Gravy
Pass the Gravy is een Amerikaanse korte film uit 1928. De film werd in 1998 opgenomen in de National Film Registry.

## Rolverdeling
| Acteur         | Personage     |
| -------------- | ------------- |
| Max Davidson   | The father    |
| Gene Morgan    | Schultz's son |
| Spec O'Donnell | Ignatz        |
| Martha Sleeper | The daughter  |
| Bert Sprotte   | Schultz       |